# Doddayalkur, Madhugiri
Doddayalkur là một làng thuộc tehsil Madhugiri, huyện Tumkur, bang Karnataka, Ấn Độ.